# Robert Spencer Olpin
Robert „Bob“ Spencer Olpin (* 30. August 1940 in Palo Alto, Kalifornien; † 5. November 2005 in Murray, Utah) war ein US-amerikanischer Kunsthistoriker und Hochschullehrer.

## Leben
Olpin war der Sohn von Ralph Smith Olpin (1910–2002) und Ethel Lucille, geborene Harman (1909–1990). Er hatte noch einen älteren Bruder namens Michael Ralph (* 1938), der bald nach der Geburt starb.
Er selbst besuchte bis 1958 in seiner Heimatstadt die Highschool und zog danach für ein Studium an der University of Utah nach Salt Lake City, wo er sich auch der Sigma-Nu-Bruderschaft anschloss und 1963 graduierte. Am 24. August 1963 heiratete er die spätere Lehrerin Mary Florence Reynolds (* 1939). Aus der Ehe gingen vier Töchter hervor. Es folgte ein Master-Studium an der Boston University von 1963 bis 1965. Zurück in Salt Lake City wurde er 1967 auf den Lehrstuhl für Kunstgeschichte an der Kunstfakultät der University of Utah berufen. 1971 promovierte er. In seiner Zeit als Professor an der University of Utah war er zweimal Leiter des kunsthistorischen Instituts und zehn Jahre lang Dekan der Fakultät.
Olpin starb nach einem Schlaganfall. Er wurde auf dem Friedhof von Murray City beigesetzt, wo er zuletzt lebte.

## Veröffentlichungen
Olpin verfasste bzw. war herausgeberisch beteiligt an ca. 45 Veröffentlichungen und Fernsehberichten. Sein kunsthistorischer Schwerpunkt lag auf der Kunstgeschichte des Bundesstaates Utah und der kunsthistorischen Betrachtung der amerikanischen Kunst im Allgemeinen.
Auswahl:
- Vern G. Swanson, William C. Seifrit, Robert S. Olpin: Artists of Utah. Gibbs Smith, Kaysville, Utah, 1999. ISBN 978-0-8790-5905-7
- Vern G. Swanson, Robert S. Olpin, Janie L. Rogers: Utah Art, Utah Artists: 150 Years Survey. Gibbs Smith, Kaysville, Utah, 2001. ISBN 978-1-5868-5111-8
- William C. Seifrit, Robert S. Olpin, Vern G. Swanson: Utah Painting & Sculpture. Gibbs Smith, Kaysville, Utah, 2002. ISBN 978-0-8790-5817-3
- Robert S. Olpin, Ann W. Orton, Thomas F. Rugh: Painters of the Wasatch Mountains. Gibbs Smith, Kaysville, Utah, 2005. ISBN 978-1-5868-5850-6